# Ягодкин, Александр Анатольевич
Александр Анатольевич Ягодкин (1 марта 1952, пос. Рамонь, Воронежская область — 26 апреля 2022, Воронеж) — советский и российский писатель, журналист. Член Союза российских писателей .

## Биография
Александр родился 1 марта 1952 года в посёлке Рамонь Воронежской области.
Окончил Воронежский политехнический институт по специальности «Автоматика и телемеханика» (1974)
С 1974 по 1992 год работал на предприятиях электронной промышленности Воронежа.
С 1992 ушёл в сферу журналистики, работал в газетах «Комсомольская правда-Воронеж», «Инфа», «Газета с улицы Лизюкова». С 1998 по 2011 — в «Новой газете» (собственный корреспондент и член редколлегии).
Ушел из жизни по причине болезни 26 апреля 2022 г. в возрасте 70-ти лет в Воронеже.

## Премии и награды
- В 2004, 2006 и 2009 становился финалистом конкурса им А. Сахарова «За журналистику как поступок».
- В 2008 победил на конкурсе «Золотой гонг» в самой престижной номинации — «Лучшая публикация года в России о социальных проблемах».
- В 2009-м признан «Лучшим автором года» на конкурсе «Журналистская Россия», который проводит профессиональное издание «Журналист».

## Издательство
- Журналистика как поступок: сборник публикаций победителей и финалистов премии имени Андрея Сахарова за 2004 год. — Престиж, 2005. — 412 с. — ISBN 978-5-98169-018-1.[8]
- Страницы воронежской прозы: рассказы, дневники, письма. — Центрально-Чернозёмное книжное издательство, 2004. — 584 с. — ISBN 978-5-7458-1012-1.[9]
- Подъём. — Воронежское книжное изд-во., 1985. — 902 с.[10]
- Александр А. Ягодкин. Осторожно, люди. — Изд-во им. Е. А. Болховитинова, 2005. — 207 с. — ISBN 978-5-87456-455-1.[11]
- Журналист. — Редакция журнала, 2008. — 606 с.[12]